# Blancoa canescens
Blancoa canescens Lindl. – gatunek roślin z monotypowego rodzaju Blancoa Lindl. z rodziny hemodorowatych. Występuje endemicznie na obszarze między miastem Eneabba a rzeką Moore oraz w okolicach Perth i York w zachodniej części Australii Zachodniej.
Nazwa naukowa rodzaju honoruje Manuela Blanco Ramosa, augustiańskiego mnicha, botanika, żyjącego w latach 1780–1845, autora La Flora de Filipinas. Epitet gatunkowy po łacinie oznacza siwiejący.  

## Morfologia
PokrójWieloletnie rośliny zielne, o wysokości 25 cm, tworzące kępy.
PędyKrótkie kłącze.
LiścieLiście płaskie, równowąskie, długości 8–25 cm, szerokości 2–3 mm, młode pokryte gęsto splątanymi, jedwabistymi włoskami, wycierającymi się w miarę dorastania, dorosłe nagie.
KwiatyZebrane w jednostronne grona, zwisłe. Szypułki długości 5–15 mm. Okwiat promienisty, rurkowato-dzwonkowaty, długości 2,5–3,5 cm, gęsto pokryty czerwonymi, kutnerowatymi włoskami. Łatki na długości 3,5–6 mm odgięte o 60°–90° od rurki okwiatu. Sześć pręcików osadzonych blisko wierzchołka rurki okwiatu, prostych, wzniesionych, o nitkach długości ok. 1 mm i główkach długości 2,5–4 mm. Słupek pośredni. Zalążnia zrośnięta z okwiatem wzdłuż przegród, komorowo wolna, tworząca głębokie kieszonki. W każdej komorze zalążni znajduje się kilka zalążków położonych w dwóch rzędach, osadzonych na równowąskim łożysku. Szyjka słupka u nasady stożkowata, potem nitkowata, zwykle prosta, długości 2,4–3,5 cm, zwieńczona trójklapowanym znamieniem.
OwoceTorebki okryte pozostałościami okwiatu.
Gatunki podobneBlisko spokrewniony z rodzajem Conostylis, od którego różni się zwisłymi kwiatami zebranymi w jednostronne grona, przegrodowym zrośnięciem zalążni z okwiatem i położeniem zalążków.

## Biologia i ekologia
RozwójKwitnie od czerwca do sierpnia. Kwiaty zapylane są przez miodojady, głównie złotouchy żółtoskrzydłe i koralicowce czerwone, a sporadycznie także przez miodojadki brązowe, koralicowce kosmate i miodaczki białouche. Badania kiełkowania nasion wykazały, że jest ono stymulowane przez związki chemiczne zawarte w dymie, w szczególności przez karrikiny (KAR1).
SiedliskoRośnie na głębokich piaskach w nizinnych lasach banksjowych i na wrzosowiskach.
GenetykaHaploidalna liczba chromosomów n wynosi 8.

## Systematyka
Pozycja systematycznaGatunek z monotypowego rodzaju Blancoa z plemienia Conostylideae podrodziny Conostylidoideae w rodzinie hemodorowatych (Haemodoraceae) w rzędzie komelinowców (Commelinales). Stanowi klad siostrzany dla rodzaju Conostylis, a razem z nim grupę siostrzaną dla rodzaju Anigozanthos. W niektórych ujęciach gatunek włączany do rodzaju Conostylis.